# Axel Boëthius
Axel Boëthius (Svédország, Arvika, 1889. július 18. – Róma, 1969. május 7.) svéd művészettörténész, régész, az etruszk kultúra egyik legismertebb kutatója.
Az Uppsalai Egyetemen tanult, 1918-ban szerezte meg doktori címét. 1921 és 1924 között a mükénéi ásatásokon dolgozott. 1925-ben első igazgatója lett a római Svéd Intézetnek. Ettől kezdve fordult érdeklődése Róma és Itália története felé. 1934-től tanított a göteborgi egyetemen. 1955-ös nyugdíjazását követően visszatért Rómába.

## Jelentősebb publikációi
- The Golden House of Nero: some Aspects of Roman Architecture, 1960
- Etruscan and Early Roman Architecture (The Pelican History of Art sorozatban, röviddel halála után kiadva), 1970